# Richard Albert Vollenweider
Richard Albert Vollenweider (Zurigo, 27 giugno 1922 – Burlington, 20 gennaio 2007) è stato un ecologo, limnologo e idrobiologo svizzero.

## Attività scientifica
Dopo aver conseguito il dottorato in Biologia (PhD) nel 1951 presso l'Università di Zurigo, fu assunto in qualità di assistente-ricercatore presso l'Istituto di Idrobiologia di Kastanienbaum (Svizzera). 
Collaborò con l'Istituto Italiano di Idrobiologia di Verbania Pallanza (Piemonte, Italia), oggi Istituto per lo Studio degli Ecosistemi (CNR-ISE) tra 1954 e 1966 attraverso più contratti di ricerca. Qui svolse ricerche di notevole importanza in ambito limnologico, occupandosi soprattutto dei problemi legati all'eutrofizzazione dei laghi. Si applicò allo studio del funzionamento dell'ecosistema lago, soprattutto per quanto concerne la produzione primaria, contribuì alla conoscenza delle relazioni esistenti tra il "sistema lago", la sua produzione biologica e le variabili fisiche e chimiche: per es. sostanze nutrienti, trasparenza, temperatura, concentrazione dell'ossigeno disciolto. Vollenweider produsse un notevole numero di pubblicazioni di qualità eccellente intorno ai diversi e fondamentali aspetti della limnologia teorica e applicata. Molti suoi lavori si ritrovano nella rivista scientifica Memorie dell'Istituto Italiano di Idrobiologia, rivista che attualmente continua con Journal of Limnology.
Dal 1957 al 1959 svolse ricerche sulla produzione biologica dei corpi d'acqua nel Delta del Nilo lavorando presso l'Istituto Nazionale delle Ricerche Oceanografiche e della Pesca di Alessandria di Egitto. 
Gran parte della carriera scientifica di Vollenweider si svolse al Canada Center for Inland Waters (CCIW) di Burlington (Ontario, Canada) dal 1968 al 1988. Sempre in Canada lavorò al Fisheries Research Board Laboratory e alla Lake Research Division dove si occupò del problema dell'eutrofizzazione dei "Grandi Laghi" del Nord America. Oltre che delle acque dolci, Vollenweider si interessò alla limnologia marina, compiendo studi sull'eutrofizzazione delle acque costiere dell'Adriatico nell'area del Delta del Po e a Conero (Ancona), trascorrendo periodi di permanenza presso il Centro di Ricerche Marine e Strutture Oceanografiche "Daphne" di Cesenatico (Emilia Romagna, Italia) dal 1978 al 2004. 
Comprendeva e sapeva esprimersi in almeno sette lingue. Orgoglioso delle proprie origini svizzere, amò l'Italia sotto ogni punto di vista, vi soggiornò ripetutamente per lavoro e per propri interessi culturali. Possedeva una vasta cultura, amava la musica e suonava il violino.
Si ritirò ufficialmente dal lavoro nel 1988 ma continuò a svolgere ancora l'attività scientifica sino al 2005 quando si ammalò gravemente.

## Incarichi internazionali
Esperto per l'UNESCO e la FAO.
Presidente di comitati internazionali, quali: OECD, UNESCO, WHO (World Health Organization).
Membro della Commissione scientifica dell'ILEC (International Lake Environment Committee).
Membro del National Water Research Institute (NWRI, Canada), occupò inoltre la posizione di consigliere scientifico del direttore di questo Istituto per il programma di ricerche interdisciplinari sulla qualità delle acque canadesi.
Consulente e coordinatore per l'OECD (Organisation de Coopération et de Développement Économique). Redasse un rapporto di studio su cause, effetti e correttivi dell'eutrofizzazione delle acque dolci (Vollenweider 1968), questo rapporto rappresenta un riferimento basilare per la comprensione dell'evoluzione trofica degli ecosistemi d'acqua dolce in rapporto alle soluzioni per migliorarne la qualità ecologica.
Coordinatore del programma OECD (Cooperative Programme on Eutrophication) da cui sortì, come sintesi, il Rapporto OECD del 1982.

## Premi e riconoscimenti
Vollenweider ottenne numerosi riconoscimenti dalla comunità scientifica internazionale:
Nominato dal NWRI-CCIW Senior Scientist Emeritus.
Laurea honoris causa da tre Università: Mc Gill (Montréal, Canada), Uppsala (Svezia) e Ferrara (Italia).
Ha ricevuto attestati e premi di riconoscimento per l'eccellenza della sua attività di ricerca, come limnologo ed ecologo:
il Tyler Prize (equivalente al Premio Nobel in Scienze Ambientali),
il Global 500 Roll of Honour dell'UNEP (Protezione dell'Ambiente delle Nazioni Unite),
la medaglia Naumann-Thienemann dalla Societas Internationalis Limnologiae (SIL).
Il National Water Research Institute (NWRI, Canada) in onore di Vollenweider ha istituito il premio “R.A. Vollenweider Lectureship Award in Aquatic Sciences”.
Avendo contribuito alla salvaguardia dell'Adriatico, ricevette dalla Regione Emilia Romagna il “Premio Cervia-Ambiente” e dal Comune di Cesenatico la cittadinanza onoraria.